# Carl Gotthilf Nestler

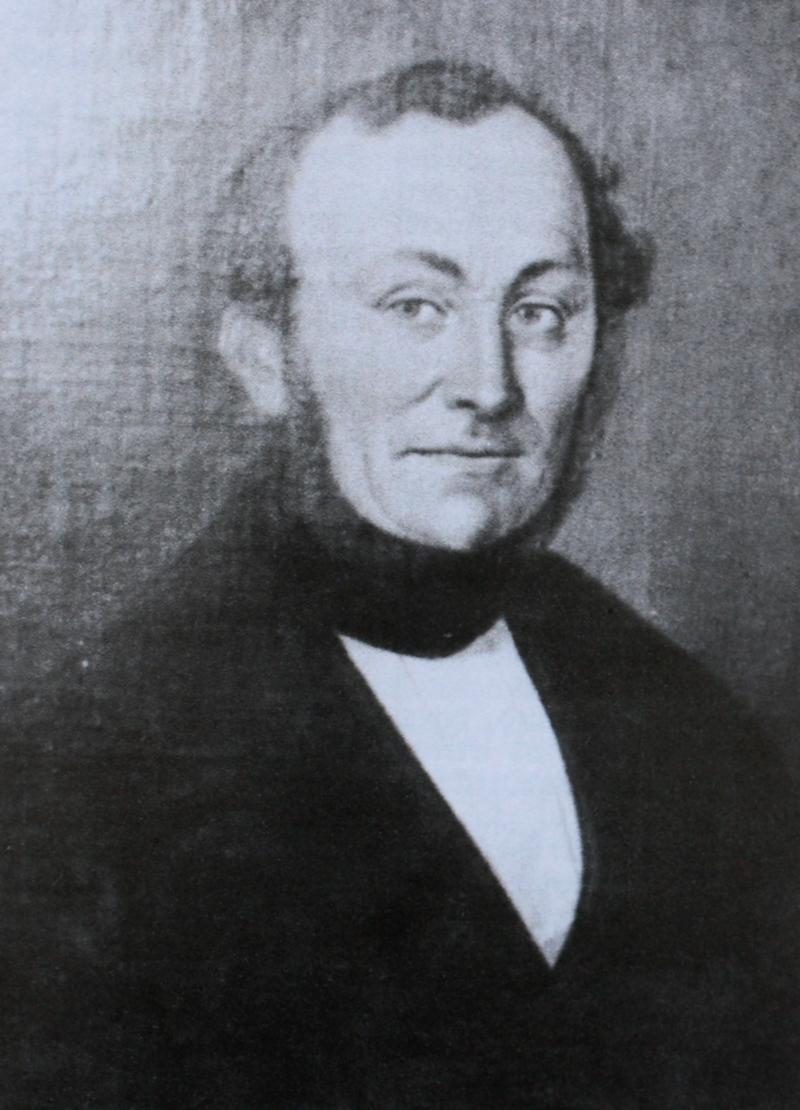
Carl Gotthilf Nestler

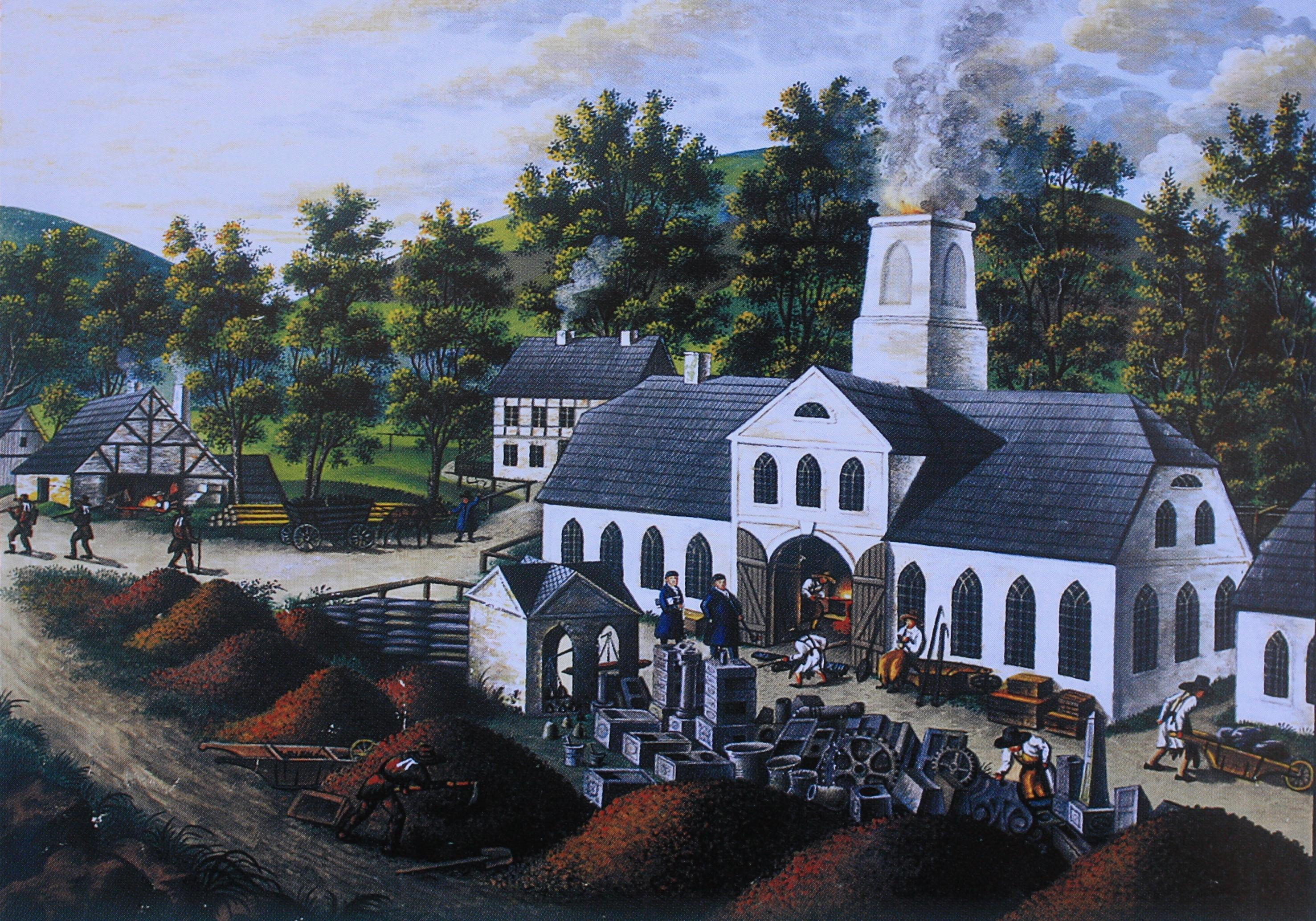
Nestler mit seinem Faktor vor dem Hammerwerk in Erla

Carl Gotthilf Nestler, irrtümlich auch Carl Gottlob Nestler, (* 9. Januar 1789 in Neudorf; † 6. Februar 1864 in Wittigsthal) war ein erzgebirgischer Hammerherr und Neuerer, der in Sachsen das Blechwalzen erfolgreich einführte.

## Leben
Der Sohn eines Getreidehändlers und Besitzers des Vorwerks Königslust bei Neudorf im Erzgebirge erhielt nach seiner Heirat von seinem Schwiegervater ein Gut in Neudorf geschenkt. In den Jahren der Befreiungskriege konnte er durch Getreidehandel große Gewinne erzielen und damit 1816 das Erbgericht des Dorfes Mittweida erwerben. Von dort erweiterte er den Getreidehandel durch den Handel mit Flachs. Er verkaufte diese Rohstoffe bis nach Weißenfels, Zeitz, Querfurt, Zeulenroda, Naumburg und Pößneck. Außerdem übernahm er gemeinsam mit seinem Bruder die Abfuhr des Eisens aus dem Erlhammer, dem Pfeilhammer und dem Hammerwerk Wittigsthal. 1824 kaufte er dem Rittmeister von Einsiedel das von ihm verwaltete Hammerwerk Wittigsthal ab und überließ das Gut in Mittweida seinem Bruder.
1826 lernte er im benachbarten Johanngeorgenstadt den Goldschmied Daniel Schmidt kennen, der im Kellergewölbe seines Hauses zwei kleine Ständer mit zwei kleinen, darin eingelegten kleinen Walzen hatte, mit denen er Gold plättete. Nestler versuchte daraufhin, dieses Prinzip auch zum Walzen von Blech zu verwenden und ein Blechwalzwerk anzulegen. Er erfuhr, dass in England und Bayern bereits Blech aus Eisen gewalzt wurde. Er reiste mit einem Zimmermeister nach Amberg, um das dortige Blechwalzwerk zu besichtigen und sich Anregungen zum Bau zu holen. Doch die Industriespionage wurde bemerkt, der Zutritt zum Werksgelände blieb ihnen verwehrt. Auf der Rückreise legten sie eine Rast beim Hammerherrn Rosenbaum in Schönheiderhammer ein, dem sie von ihrem Vorhaben erzählten. Wenig später ließ Rosenbaum in Schönheiderhammer ein Blechwalzwerk bauen. Doch die Wasserkraft der Zwickauer Mulde war zu schwach und die Walzen liefen zu langsam, sodass nach wenigen Monaten die Gerüste und Walzen verkauft werden mussten. Nestler bewarb sich darum und erhielt den Zuschlag. Er ließ in der Haberlandmühle unterhalb von Johanngeorgenstadt am Schwarzwasser das erste funktionierende Blechwalzwerk in Sachsen errichten. Zu neuem Reichtum gelangt, ließ er 1836 in kürzester Zeit ein neues Herrenhaus in Wittigsthal errichten, das noch heute existiert. Zudem kaufte er im selben Jahr den Erlhammer, das spätere Eisenwerk Erla. Nachdem sein Schwiegersohn Eduard Wilhelm Breitfeld mit in das Geschäft eingestiegen war, gründeten sie gemeinsam die erfolgreiche Firma Nestler & Breitfeld und erwarben die beiden kombinierten Hammerwerke von Rittersgrün, kurzzeitig den Siegelhof (Hammerwerk) und 1884 den Pfeilhammer in Pöhla.
Dagegen erwies sich Nestlers Engagement als Compagnon des Technikers Friedrich Wilhelm Krutzsch, der die Leistenfabrik in der Hohneujahrer Pochwäsche aufgekauft hatte, als wirtschaftlicher Fehlschlag. Die Gewehrfabrik Nestler & Krutzsch wurde nach kurzer Zeit 1853 wegen enormer Verluste stillgelegt und der Pachtvertrag mit Vereinigt Feld im Fastenberg über die Pochwäsche vorzeitig aufgelöst. Das Inventar und die noch vorhandenen Gewehre wurden in Johanngeorgenstadt und Leipzig öffentlich versteigert, nachdem Krutzsch außer Landes geflohen war.
Als stellvertretender Abgeordneter des 17. bäuerlichen Wahlbezirks gehörte er 1845 bis 1848 der II. Kammer des Sächsischen Landtags an.
Sein älterer Bruder war der erbbegüterte Erbrichter wie auch Land- und Frachtfuhrmann Christian Gottlieb Nestler (1781–1846) in Mittweida bei Schwarzenberg.